# Klaas Wiersma
Klaas Wiersma (Hengelo, 28 februari 1917 - Wassenaar, 5 januari 1993) was een Nederlands politicus.
Wiersma was een liberaal jurist, die in 1970 de overwerkte minister Polak als staatssecretaris ging bijstaan. Hij was voordien onder meer secretaris van het College van Curatoren van de Leidse Universiteit, hoogleraar burgerlijk en notarieel recht en regeringscommissaris voor boek 4 van het NBW. Hij gold als een bekwame bewindsman, die meer technocraat dan partijman was. Na zijn staatssecretariaat werd hij weer hoogleraar en vervolgens raadsheer in de Hoge Raad en staatsraad in buitengewone dienst.
- Biografisch Portaal: 13240409
- Digitale Bibliotheek voor de Nederlandse Letteren: wier048
- Gemeinsame Normdatei: 1170619711
- International Standard Name Identifier: 0000 0003 9828 9510
- Nederlandse Thesaurus van Auteursnamen: 06818610X
- Parlement.com: vg09llh5lxwz
- Virtual International Authority File: 306156974
- WorldCat: E39PBJpPHxxdKc7WcjyJpGgMyd